# شرق‌آباد
شرق‌آباد، روستایی از توابع بخش مرکزی شهرستان ارسنجان در استان فارس ایران است.
فاصله روستا تا مرکز شهرستان ۱۸ کیلومتر و تا مر کز دهستان ۲۳ کیلومتر می باشد. این روستا در کنار جاده آسفالته بین شهری ارسنجان - آباده طشک قرار دارد .فاصله شرق آباد تا جاده اصلی شیراز - اصفهان ۴۲ کیلومتر می باشد.

## جمعیت
این روستا در دهستان علی‌آبادملک قرار دارد و براساس سرشماری مرکز آمار ایران در سال ۱۴۰۰، جمعیت آن نزدیک به ۱۳۰۰ نفر (۲۹۰خانوار) بوده‌است.

## شغل
شغل مردم این روستا دامداری و کشاورزی و جمعیت کمی هم شغل های خدماتی دارند. بیشتر زنان روستا هم قالی باف هستند و نقش قالی گیشنی که دست باف آنها است مشهور است. در این روستا سالانه مقدار زیادی تخته فرش سنتی با اسم فرش «گیشنی»  به کشور های حوزه خلیج فارس صادر می شود

## آموزش
از نظر آموزشی روستای شرق آباد دارای پیش دبستانی ، مدرسه ابتدائی دخترانه (شهید آزاد محمدی) و متوسطه اول پسرانه (میرزا کوچک خان جنگلی) و متوسطه اول دخترانه (معرفت) می باشد.

## بهداشت
روستای شرق آباد دارای یک خانه بهداشت و یک مرکز جامع سلامت که ساخت آن سال ۱۴۰۳ به اتمام رسید و به دست نماینده مجلس این حوزه افتتاح شد
- «نتایج سرشماری عمومی نفوس و مسکن ۱۳۹۵». درگاه ملی آمار ایران. بایگانی‌شده از اصلی در ۱ ژانویه ۲۰۱۳. دریافت‌شده در ۱ ژانویه ۲۰۱۳.